# 1550 în literatură
- 1549 în literatură — 1550 în literatură — 1551 în literatură

Anul 1550 în literatură a implicat o serie de evenimente semnificative. 

## Teatru
- Théodore de Bèze (1519-1605) : Abraham sacrifiant, tragedie.

## Decese
Format:1550